# Berend von Melen
Berend von Melen, död 2 september 1561, var en sachsisk militär, ursprungligen i Kristian II:s tjänst, senare i Gustav Vasas och slutligen i sachsisk, och därigenom tongivande i schmalkaldiska förbundet. Han var en av Gustav Vasas argaste kritiker, och motverkade Sveriges inträde i nämnda förbund. Gift med Margareta Eriksdotter, syssling till Gustav Vasa. 

## Går i svensk tjänst
Han deltog i Kristian II:s krigståg i Sverige, och slogs till riddare vid dennes kröning 1520. Sedan sattes han till befälhavare över Stegeborgs slott, men kunde inte hålla den mot Gustav Vasas trupper – enligt egen utsago på grund av brist på manskap och livsmedel – och gick i dennes tjänst vid slottets fall. Läget för Gustav Vasa var inte det bästa, då Søren Norby från sin bas på Gotland kunde understödja alla de slott och städer som ännu kontrollerades av Kristian II:s män. Med hjälp av von Melen fick Gustav Vasa stöd av Lübeck, vars flotta kunde neutralisera den danska. von Melen deltog jämte Lars Siggesson Sparre som "öfverste kapitan till sjöss" i en expedition, som lybeckarna 1522 utsände mot Bornholm. På våren nästföljande år var han dessutom ledare över en svensk-lybsk styrka som försökte erövra Halland, Skåne och Blekinge, men man kunde endast ta kontrollen över det sistnämnda landskapet. Då kom nyheter från Danmark att Kristian II avsatts till förmån för sin farbror Fredrik I. Lübeck hade inte längre någon anledning att stödja en erövring av de östdanska landskapen, och där fick det bli.

## Blir svenskt riksråd
1523 var Berend von Melen närvarande vid mötet i Strängnäs, och utsågs där till svenskt riksråd, mot lagens bokstav, troligen för att stärka banden till Lübeck. Det var också nu han gifte sig med kungens syssling.  Han fick Kalmar slott i förläning, och nästa år skickades han att försöka erövra Gotland. Företaget misslyckades dock, då dansk diplomati gjorde att Sören Norby överlämnade Visborg i sina landsmäns händer. I och med Malmö recess inträdde fred mellan de nordiska rikena, och von Melen lämnade ön.

## Fängslas och flyr
Under en vapenvila hade han gästat Norby och burit dennes dotter till dopet, och Gustav Vasa anade med sin vanliga misstänksamhet förräderi. Flera av von Melens kaptener, och enligt hans egen utsago även han själv, fängslades av den misstänksamme monarken. Flera av hans kaptener avrättades, och själv fråntogs han Kalmar slott, som i stället hölls av hans bror Henrik. Eftersom denne vägrade överlämna slottet till någon annan än sin bror fördes Berend till Kalmar, men lyckades tillsammans med bror och hustru fly till Blekinge, där Sören Norby nu var herre.

## I sachsisk tjänst
von Melen lät sig nu överskeppas till Tyskland, där han tog tjänst i Sachsen under Johan den ståndaktige. Där utkom han i Wittenberg 1528 med ett svar på en anklagelseakt från Gustav Vasa, i vilken han utmålade denne som en svekfull skurk som ständigt var redo att stöta dolken i ryggen på sina gamla anhängare. Han lyckades hos Schmalkaldiska förbundets medlemmar utså misstroende mot den svenske konungen. Vid uppgörelsen mellan Sverige och Danmark vid Brömsebro 1541 erbjöd Kristian III sig att medla mellan von Melen och Gustav Vasa. Medlingen misslyckades.

## Eftermäle
Efter slaget vid Mühlberg följde han kurfursten Johan Fredrik i olyckan och stannade i dennes tjänst fram till sin död 1561. Hans eftermäle är dåligt i svensk historieskrivning, som påverkats av Gustav Vasas bild. I Tyskland åtnjöt han ett mycket gott anseende, och har av Martin Luther kallats "En enastående prydnad för riddarståndet".